# Bernhard Ludwig von Platen
Bernhard Ludwig von Platen (* um 1733; † 20. August 1774 in Jost) war ein preußischer Offizier und der erste wolgadeutsche Dichter.

## Leben
Platen wurde um 1733 geboren; unterschiedlichen Angaben in den Quellen zufolge entweder im Königreich Hannover oder in Pommern.
Im Siebenjährigen Krieg (bis 1763) diente Bernhard Ludwig von Platen als Offizier im Preußischen Heer. 1766 schied er aus dem Dienst aus.
Er ließ sich in Lübeck für die Auswanderung nach Russland anwerben. Auf der Überfahrt schrieb er das Poem Reise-Beschreibung der Kolonisten wie auch Lebensart der Rußen.
Seinem Wunsch, auch der Zarin Katharina als Offizier zu dienen, wurde nicht entsprochen. Er wurde zunächst als Bauer in der am 16. Mai 1767 gegründeten Kolonie Hussenbach (oder Eustenbach, russ. zunächst Linjowo Osero, heute Linjowo) auf der Bergseite der Wolga angesiedelt. Da er sich jedoch weigerte, als Kolonist zu arbeiten, wurde er Dorflehrer. Sein Kolonistendasein betrübte ihn.